# Dryobalanops beccarii
Espèce
Synonymes
- Dryobalanops oiocarpa Slooten ex K.Heyne[1]

Statut de conservation UICN

 EN A1cd+2cd : En danger
Dryobalanops beccarii est une espèce de plantes de la famille des Dipterocarpaceae.

## Publication originale
- Journal of Botany, British and Foreign 12: 100. 1874.